# Déchoucage
Le déchoucage (déchoukaj en créole haïtien) est un terme haïtien réapparu à la fin du régime dictatorial des présidents Duvalier père et fils et qui vient du français « dessouchage », c'est-à-dire extraire la souche après l'abattage d'un arbre. Le déchoucage consiste, à Haïti, à détruire jusqu'à leur fondation les maisons appartenant aux notables ou bourreaux liés aux différents despotes. Le terme a été repris dans les Antilles françaises comme l'élimination d'un élément de mémoire, essentiellement des statues renvoyant à la période esclavagiste, dans le cadre d'un processus de dé-commémoration.

## Dans les Antilles françaises

### Martinique
En Martinique, en lien avec des revendications anticolonialistes notamment, plusieurs statues sont détruites (ou "déboulonnées", soit retirées de leur socle) au début des années 2020. Mais plusieurs événements de ce style ont eu lieu dès les années 1970.

#### Victor Schoelcher

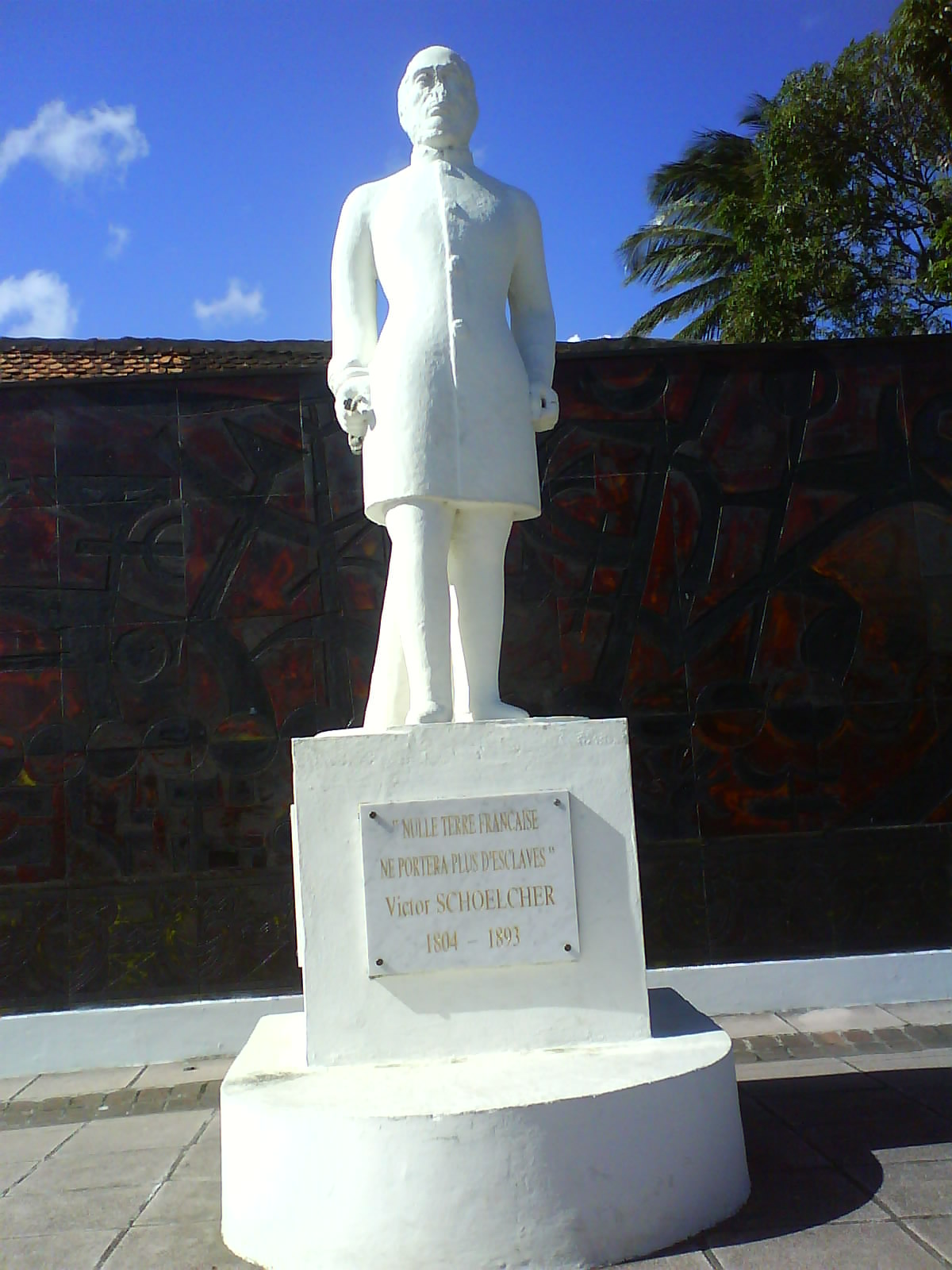
Ancienne statue de Victor Schoelcher dans la ville de Schoelcher.

Victor Schoelcher, connu pour avoir poussé la signature du décret d'abolition de l'esclavage du 27 avril 1848 figure sur de nombreuses statues. Au fil des années plusieurs statues sont supprimées de l'espace public, de manière légales ou illégales. Il lui est notamment reproché de symboliser le pouvoir français et seul acteur de la libération des esclaves au détriment du travail (et du sacrifice) de plusieurs d'entre eux (comme le Tanboyé Romain) pour obtenir leur liberté, et d'avoir soutenu la classe bourgeoise dans la transition.
À Rivière-Pilote, dans les années 1970, le conseil municipal, dirigé alors par Alfred Marie-Jeanne a enlevé la statue de Schoelcher figurant devant la mairie,,,.
En septembre 2013 la statue de Schoelcher située au bourg de Schoelcher est défigurée puis restaurée en 2014,.
Le 22 mai 2020, jour de commémoration de l'abolition de l'esclavage en Martinique, les deux statues de Victor Schoelcher présentes à Fort-de-France et à Schoelcher sont retirées par la force par des manifestants,. Elles étaient l'œuvre d'Anatole Marquet De Vasselot et de Marie-Thérèse Lung-Fu.
Les manifestants reprochent au gouvernements national et local "de ne célébrer que des hommes blancs, et d’occulter les figures des esclaves qui se sont révoltés". Cette destruction peut aussi se traduire comme un objectif de supprimer l'image de Schoelcher du mouvement abolitionniste. Les réactions politiques sont cependant presque unanimement critiques envers ces déboulonnages.
En mars 2021, la statue de Schoelcher dans la commune du Diamant est elle aussi décapitée. La statue avait été érigée pour les 150 ans de l'abolition de l'esclavage, en même temps que la statue du Nèg mawon à l'entrée du bourg et le monument mémoriel du Cap 110 de l'Anse Caffard.
En mai 2021 la commune du Lamentin décide de retirer le buste de Schoelcher également.

#### Joséphine de Beauharnais

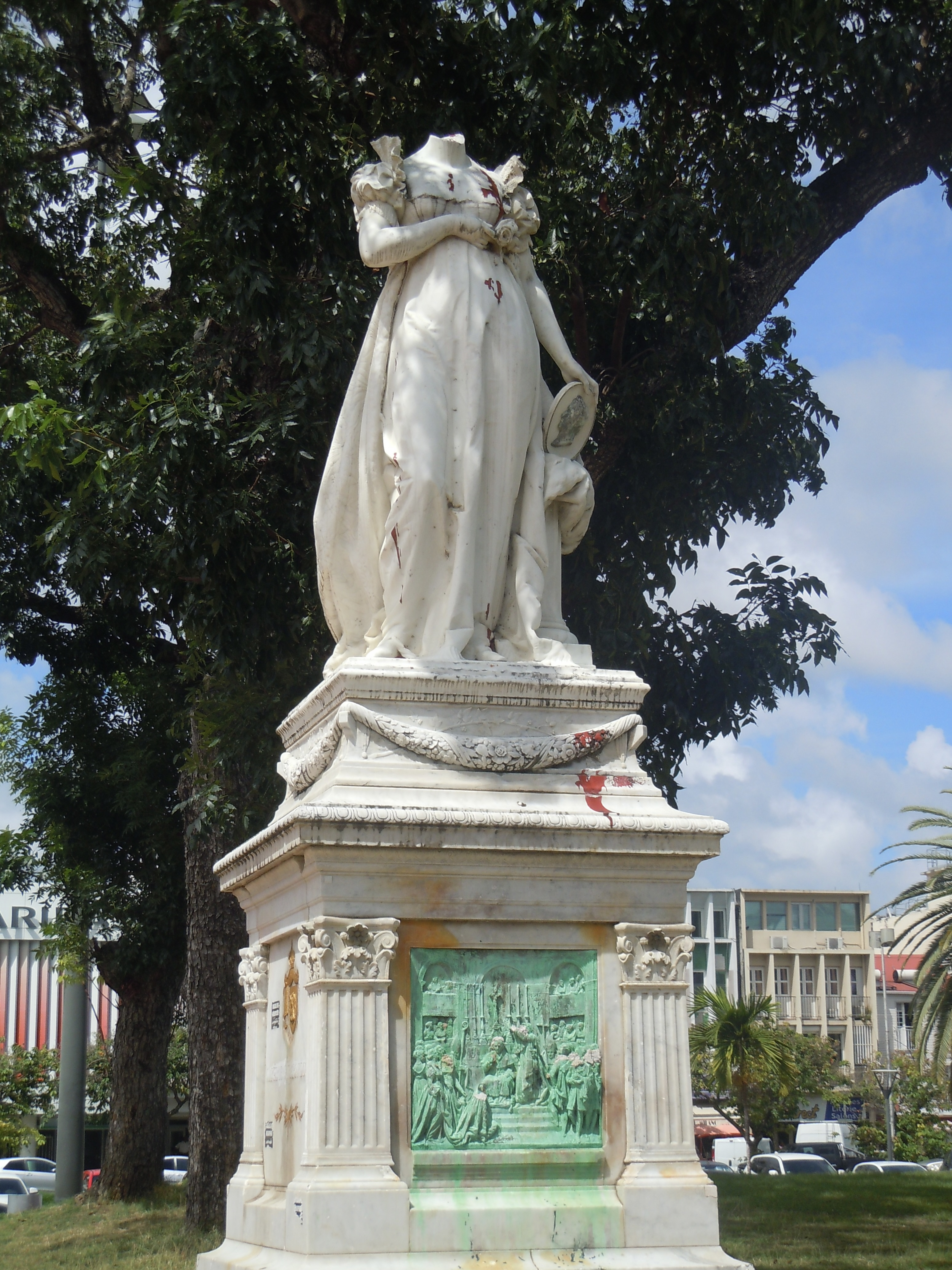
Statue de Joséphine décapitée sur la savane de Fort-de-France avant son déboulonnage

Joséphine de Beauharnais, née le 23 juin 1763 aux Trois-Îlets en Martinique, est la première épouse de l’empereur Napoléon_Ier. On lui attribue notamment le rétablissement de l'esclavage par son mari même si ce fait est disputé par des historiens,.
En 1991, la statue de Joséphine de Beauharnais située sur la Savane à Fort-de-France est décapitée et ne sera jamais réparée malgré une nouvelle tête commandée par la mairie. Elle avait déjà été déplacée en 1974 en bordure de la Savane par l'administration municipale d'Aimé Césaire pour la rendre moins visible. En 2017 notamment des manifestations ont lieu pour enlever cette statue complètement. Le 26 juillet 2020, la statue de Joséphine de Beauharnais est retirée par des manifestants.
Aux Trois Ilets, une plaque dédiée à Joséphie de Beauharnais située devant l'église du bourg (où elle a été baptisée) a été cassée le 6 juin 2020.

#### Pierre Belain D'Esnambuc

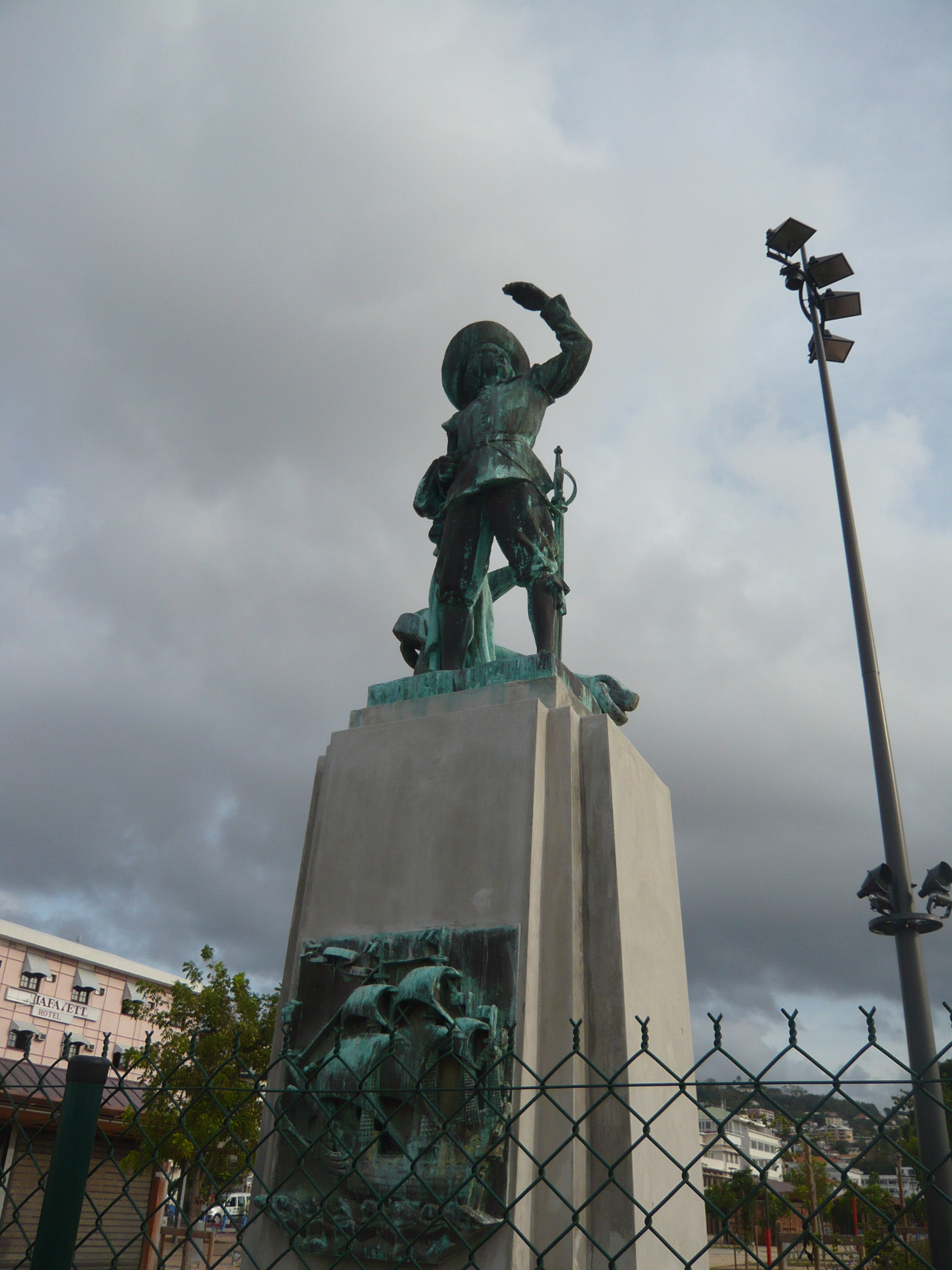
Statue de Pierre Belain D'Esnambuc sur la Savane avant son déboulonnage.

Pierre Belain d'Esnambuc est un marin et colon français à l'origine de la première colonie française en fondant en 1635 le Fort Saint-Pierre de la Martinique et la ville de Saint-Pierre. Sa statue à Fort-de-France est détruite en juillet 2020 en même temps que celle de Joséphine de Beauharnais en raison de son rôle dans la colonisation de l'ile, la traite négrière et le massacre des autochtones. Didier Laguerre, maire de Fort-de-France, avait prévu de demander au conseil municipal le 28 juillet d'acter la dépose officielle de la statue,.

#### Ernest Deproge
Le buste d'Ernest Deproge, ancien avocat et député martiniquais opposé aux Békés, installé en 1925 place Fabien à Fort-de-France est déboulonné par des inconnus dans la nuit du 9 au 10 juillet 2020.